# Moeraskonijn
Het moeraskonijn (Sylvilagus palustris) is een klein katoenstaartkonijn dat wordt gevonden in moerassen en moerassen langs de kustgebieden van het oosten en zuiden van de Verenigde Staten. Het is een sterke zwemmer en komt alleen voor in de buurt van water. Het lijkt op het oostelijke katoenstaartkonijn (Sylvilagus floridanus), maar wordt gekenmerkt door kleinere oren, poten en staart.

## Terminologie
De wetenschappelijke naam Sylvilagus palustris is afgeleid van een combinatie van de Latijnse woorden silva ("bos") en lagos ("haas"), plus palustris ("van het moeras"). Het moeraskonijn wordt vaak geassocieerd met de groep van moeraskonijnen, maar deze naam is geen synoniem en mag niet worden verward met het grotere moeraskonijn (Sylvilagus aquaticus) van Alabama tot Texas. Moeraskonijnen worden ook vaak moeras hazen genoemd.

## Fylogenie
In het subgeslacht Tapeti in het geslacht Sylvilagus delen moeraskonijnen en moeraskonijnen een chromosoomkaryotype afgeleid van een gemeenschappelijke voorouder en hebben een diploïd aantal van 2n=38. Moleculaire gegevensanalyse van het sequencen van het mitochondriale 12S ribosomale RNA-gen bevestigt dat S. palustris en S. aquaticus zustertaxa zijn in hun subgeslacht. Aangezien dit gen heel langzaam evolueert in de meeste organismen, is het zeer nuttig om de genetische oorsprong van nauw verwante soorten te bepalen.

## Grootte
Moeraskonijnen zijn doorgaans kleiner dan oostelijke katoenstaartkonijnen. Volwassenen uit het schiereiland Florida wegen ongeveer 1,00-1,18 kg met een totale lengte van meer dan 43 cm. Volwassenen uit de vastelandsgebieden groeien meestal groter, wegen tot 1,6 kg en bereiken meer dan 44 cm in lengte. De achterpoten van het gemiddelde moeraskonijn van het vasteland zijn ook groter, namelijk 9,1 cm vergeleken met 8,9 cm voor het typische exemplaar van het schiereiland Florida.

## Ondersoorten
Drie ondersoorten van Sylvilagus palustris zijn geïdentificeerd:
1. Lower Keys moeraskonijn (S. p. hefneri)
2. Carolina moeraskonijn (Sylvilagus palustris palustris) - de nominale ondersoort; moeraskonijn van de vastelandsgebieden
3. Florida moeraskonijn (Sylvilagus palustris paludicola) - een kleiner konijn dat beperkt is tot de schiereilandgebieden van Florida.
4. Lower Keys moeraskonijn (Sylvilagus palustris hefneri) - geclassificeerd als een bedreigde diersoort.

## Uiterlijk
Moeraskonijnen hebben een zwartbruine of donkerrode dorsale zijde. De buik is meestal vuilbruin grijs, maar kan er ook dof wit uitzien bij vastelandskonijnen. De oren hebben kleine zwarte plukjes aan de voorranden en zijn aan de binnenkant okerkleurig. Ruw haar aan de dorsale zijde kan omzoomd zijn met zwarte haren. De zwarte delen van de bovenkant veranderen vaak in een dof grijzig buff in de lente en zomer, gevolgd door een roodachtige of okerkleurige kleur in de herfst, gevolgd door donker zwart in de winter. Konijnen op het schiereiland Florida vertonen meestal donkerdere en rodere kleuren met een kaneel-rode nek, poten en benen. Jonge konijnen hebben veel donkerdere en saaiere kleuren dan volwassenen.
Een kenmerk dat moeraskonijnen onderscheidt van moeraskonijnen en katoenstaartkonijnen, is dat de onderkant van de staart bijna nooit wit is, maar eerder bruinig grijs. Een andere opmerkelijke eigenschap die wordt waargenomen bij exemplaren uit Zuid-Florida is melanisme. Deze individuen vertonen een volledig zwarte fenotypische kleur die niet seizoensgebonden verandert.
Moeraskonijnen hebben verschillende kenmerken die ze onderscheiden van katoenstaartkonijnen en moeraskonijnen. De korte oren en poten zijn veel kleiner dan die van een moeraskonijn. De staart is ook veel kleiner dan de pluizige staart die katoenstaartkonijnen hebben.

## Verspreiding
Het vasteland moeraskonijn (S. p. palustris) komt voor van de Dismal Swamp, Virginia, langs de oostkust tot de noordelijke delen van Florida en langs de Golfkust tot Mobile Bay, Alabama. Het bewoont kustgebieden, moerassen en rivieren en wordt zelden meer dan veertig mijl van de kust gevonden. Het Florida moeraskonijn (S. p. paludicola) bewoont het schiereiland van Florida, van ten zuiden van de Florida Panhandle tot de bovenste Keys. Er is een gebied ten noorden van Miami langs de oostkust waar deze ondersoort niet voorkomt. Het bedreigde Lower Keys moeraskonijn (S. p. hefneri) wordt alleen gevonden in de zuidelijke Florida Keys.

## Habitat
Het moeraskonijn bewoont meestal brakke en zoetwatermoerassen, voornamelijk van lisdodden en cipressen. In Zuid-Florida bewonen ze vaak zanderige eilanden en mangrove moerassen. Ze zijn strikt beperkt tot gebieden met gemakkelijke toegang tot water, in tegenstelling tot de meeste konijnen. Vaak betreden ze getijdenmoerassen, maar blijven in de buurt van hooggelegen grond voor bescherming. Normale schuilplaatsen zijn onder andere dichte struikgewas van magnolia, zwarte gom (Nyssa sylvatica), amberboom (Liquidambar styraciflua), braamstruiken en lattails.

## Voortplanting
bij moeraskonijnen vindt het hele jaar door plaats. Typische worpgroottes variëren van twee tot vier jongen met een draagtijd van 30 tot 37 dagen. Volwassen vrouwtjes produceren tot 6 nesten per jaar, met een gemiddelde jaarlijkse productie van 15 tot 20 jongen. Nesten worden gebouwd van riet, gras en bladeren. Het goed bedekte nest is bekleed met haar van de volwassen konijnen. Ze worden vaak gevonden in dichte struikgewas of moerassige plaatsen, volledig omringd door water voor bescherming.

## Dieet
Moeraskonijnen zijn strikt herbivoor. Doorgaans eten ze bladeren en bollen van moerasplanten, waaronder lisdodden, struiken en grassen. Ze kunnen ook andere aquatische of moerasplanten eten, zoals centella, groenbrier-wijnstok, moeraspenningkruid, waterhyacint, wilde aardappel en amaryllis.
Moeraskonijnen, zoals alle konijnen, herkauwen hun voedsel, een praktijk die bekend staat als coprofagie. Konijnen scheiden zowel harde als zachte fecale korrels uit. Deze zachte korrels, bekend als cecale korrels, worden snel gegeten om opnieuw te worden verteerd en verdere voedingsstoffen te verwijderen. Omdat konijnen geen krop hebben zoals herkauwers zoals koeien en schapen, is dit proces een alternatieve methode om meer voedingsstoffen uit gedeeltelijk verteerde plantaardige materialen te halen.

## Gedrag
Moeraskonijnen zijn voornamelijk 's nachts het meest actief; ze brengen de meeste daglichturen door in verborgen gebieden. Vaak voorkomende schuilplaatsen zijn dichte struikgewas, holle boomstammen en bossen van lisdodden en grassen. Ze maken ook vaak paden in dichte begroeiing langs de randen van moerassen. Deze paden kunnen gemakkelijk worden geïdentificeerd omdat de konijnen actieve paden markeren met fecale korrels.
Een zeer opvallend kenmerk van moeraskonijnen is dat ze op vier poten lopen en afwisselend elke voet neerzetten, zoals een kat. Hoewel ze kunnen springen zoals alle konijnen, zijn ze behendiger in dichte begroeiing met deze loopneiging. Deze kleinere tred is gemeten op 8,9-16,5 cm tussen stappen. Het belangrijkste kenmerk van het pootafdrukpatroon dat niet wordt gezien bij andere konijnen, is wijdverspreide tenen.
Moeraskonijnen zijn meer aquatisch dan moeraskonijnen, omdat ze niet bekend staan om het bewonen van bossen. Ze nemen gemakkelijk het water in en zijn uitstekende zwemmers. Om te helpen bij het zwemmen hebben de achterpoten minder vacht en langere nagels dan typische katoenstaartkonijnen. Als ze niet verscholen zitten in dicht struikgewas, blijven de konijnen vaak ondergedompeld in modderig water, met alleen hun ogen en neuzen blootgesteld en hun oren plat tegen het hoofd. Als ze worden gespot, zullen ze snel het water in gaan en zich naar een nieuwe schuilplaats of drijvende vegetatie haasten. Omdat moeraskonijnen zeer korte achterpoten hebben, vertrouwen ze meestal op het maken van wendingen en draaien tijdens het rennen om roofdieren te ontwijken. Dit leidt vaak tot gemakkelijke vangst door honden. Als ze uit hun schuilplaats worden gejaagd, kunnen ze piepen terwijl ze ontsnappen.
Vogels zoals de Amerikaanse oehoe en noordelijke bruine kiekendief zijn de belangrijkste roofdieren van de konijnen. Andere roofdieren zijn alligators, slangen, lynxen, vossen en coyotes.

## Menselijke interactie
In delen van het zuiden worden moeraskonijnen regelmatig gejaagd, samen met moeraskonijnen, door grote delen gedroogd gras te verbranden om ze te verjagen. In sommige staten wordt het moeraskonijn beschouwd als een wild dier en wordt het gereguleerd door het Ministerie van Natuurlijke Hulpbronnen. In South Carolina is er bijvoorbeeld een jachtseizoen van 27 november tot 2 maart met een dagelijkse limiet van vijf konijnen per dag. In Virginia wordt de jacht op moeraskonijnen beheerd door het Department of Game and Inland Fisheries.
Vanwege hun dieet van voornamelijk aquatische planten worden moeraskonijnen beschouwd als kleine landbouwongedierte voor de meeste economisch levensvatbare gewassen. In Zuid-Florida worden ze echter beschouwd als belangrijke plagen van suikerrietvelden.